# Маријенхајде
Маријенхајде (њем. Marienheide) град је у њемачкој савезној држави Северна Рајна-Вестфалија. Једно је од 13 општинских средишта округа Обербергиш. Према процјени из 2010. у граду је живјело 13.684 становника. Посједује регионалну шифру (AGS) 5374024, NUTS (DEA2A) и LOCODE (DE MHD) код.

## Географски и демографски подаци
Маријенхајде се налази у савезној држави Северна Рајна-Вестфалија у округу Обербергиш. Град се налази на надморској висини од 256–506 метара. Површина општине износи 55,0 km². У самом граду је, према процјени из 2010. године, живјело 13.684 становника. Просјечна густина становништва износи 249 становника/km².

## Међународна сарадња
| Мјесто | Држава | Врста сарадње | Од    |
| ------ | ------ | ------------- | ----- |
|        | Пољска | партнерство   | 1993. |
| Извор  |        |               |       |